# Girls Will Be Girls
Girls Will Be Girls är den tionde EP-skivan av den sydkoreanska tjejgruppen Itzy, utgiven den 9 juni 2025 genom JYP Entertainment. EP:n består av fem låtar, däribland titelspåret "Girls Will Be Girls". I samband med skivsläppet firade Itzy sex år som grupp och enligt medlemmarna står Girls Will Be Girls för styrka, sammanhållning och deras enighet som ett team.

## Bakgrund
Den 12 maj 2025 publicerade Itzy en trailer för Girls Will Be Girls och bekräftade samtidigt albumets utgivningsdatum.

## Mottagande
Girls Will Be Girls nådde som bäst andra plats på den sydkoreanska albumlistan. Det fick betyget 1.5/5 av den sydkoreanska webbtidningen IZM.

## Låtlista
| Nr | Titel               | Text                     | Musik                                                                     | Arrangemang         | Längd |
| -- | ------------------- | ------------------------ | ------------------------------------------------------------------------- | ------------------- | ----- |
| 1. | Girls Will Be Girls | Jo In-ho (Lalala Studio) | Ryan Jhun Jack Brady Jordan Roman David Charles Fischer Kristin Carpenter | Ryan Jhun The Wavys | 2:48  |
| 2. | Kiss & Tell         | Seyeong (153/Joombas)    | Maya Rose Karin Wilhelmina Eurenius Tobias Näslund                        | Tobias Näslund      | 2:46  |
| 3. | Locked N Loaded     | Noday                    | Alex Karlsson T-Ma Arineh Karimi Jono                                     | Jono T-Ma           | 2:25  |
| 4. | Promise             | Lee Hyeong-seok          | No2zcat Une Youha Dunk                                                    | No2zcat             | 3:44  |
| 5. | Walk                | Bang Hye-hyeon           | Winnie Heggy                                                              | Winnie              | 2:55  |

| 1. | Girls Will Be Girls (English Ver.)     | 2:47 |
| 2. | Girls Will Be Girls (Tech House Remix) | 2:46 |
| 3. | Girls Will Be Girls (EDM Remix)        | 2:35 |
| 4. | Girls Will Be Girls (Rock Remix)       | 2:27 |

## Listplaceringar
| Lista (2025)                               | Högsta placering |
| ------------------------------------------ | ---------------- |
| Japan (Oricon)                             | 22               |
| Japan Combined Albums (Oricon)             | 28               |
| Japanese Download Albums (Billboard Japan) | 7                |
| Sydkorea (Circle)                          | 2                |